# Ценова, Флориан
Флориан Станислав Ценова (Цейнова, кашуб. Florjan Stanislaw Cenôwa/Cejnowa; 4 мая 1817, дер. Слявошино, Кашубское Поморье (Западная Пруссия) — 26 марта 1881, Буковец, Западная Пруссия) — родоначальник кашубского национального движения, кашубский писатель, лингвист, фольклорист и переводчик.
Писал также под псевдонимом «Войкасен» (кашуб. Vojkasën, то есть «сын Войтеха»).

## Биография
Сын кузнеца (или крестьянина) Войтеха Ценовы и его жены Магдалены, родился в деревне Слявошино (ныне — в гмине Кроковой, Поморское воеводство). Живя до 14-летнего возраста дома, хорошо освоился и с языком, и с обычаями кашубов и навсегда сохранил любовь к ним. В 1831 году покинул родной дом и переехал в Хойнице, где обучался в гимназии, по окончании которой изучал философию. С 1842 года изучал медицину в Бреслау, а с 1843 года — в Кёнигсберге.
В том же году опубликовал свой первый короткий рассказ (по-кашубски и по-немецки) «Германизация кашубов».
Несмотря на осознание себя кашубом, Ценова примкнул к польскому национальному движению. Под влиянием Людвига Мерославского принял в феврале 1846 года участие в неудачном великопольском восстании против Пруссии в Старогарде и был арестован в Картузах. Находился в заключении в тюрьме «Моабит», и 17 ноября 1847 года, в числе других руководителей восстания, был приговорён к смертной казни. В ходе Мартовской революции был помилован Фридрихом Вильгельмом IV и освобождён.
В 1850 году издал Кракове сборник кашубских народных песен.
Получил в 1851 году степень доктора медицины, но из-за злоупотребления доверием пациентки ему было запрещено лечить. Жил преимущественно в местечке Буковец в Западной Пруссии (ныне — центр одноимённой гмины в Куявско-Поморском воеводстве), продолжая, по некоторым данным, врачебную практику.
В 1853 году Флориан Ценова поместил в издании Петербургской академии наук «Памятники и образцы народного языка и словесности» несколько образцов кашубского языка, примечания к которым написал И. И. Срезневский. Заинтересованный этим А. Ф. Гильфердинг предпринял в 1856 году путешествие в область кашубов и, в сопровождении Ценовы, объехал селения кабатков и словинцев, изучая их говоры и собирая лингвистические материалы. В результате появилась книга Гильфердинга «Остатки славян на южном берегу Балтийского моря» (СПб., 1862).
Участвовал в славянском съезде в России в 1867 году.
Ценова был первым автором, писавшим на кашубском. Составил и издал кашубскую грамматику, разработал нормы литературного кашубского языка. Он выступал, в одинаковой мере, как против германизации, так и против полонизации кашубов. Для пробуждения среди своих соплеменников кашубского национального и общеславянского сознания издал целый ряд печатных работ. Занимался изучением истории прибалтийских славян.
Ему принадлежит также известная в Польше фраза: «Каждый кашуб — поляк, но не каждый поляк — кашуб!»
Умер 26 марта 1881 года в деревне Буковиц (ныне — в гмине Буковец, Куявско-Поморское воеводство).

## Сочинения
- Die Germanisierung der Kaschuben. Von einem Kaschuben (нем.) = Germanizacëjô Kaszëbów // Jahrbücher für slawische Literatur, Kunst und Wissenschaft : сборник. — 1843. — Bd. I.
- Szczōdráki, Jutrzenka. Przegląd słowiański — Варшава, 1843.
- Wiléjá Noveho Roku, Jutrzenka. Przegląd słowiański — Варшава, 1843.
- Kile słov wó Kaszebach e jich zemi. — Краков, 1850. (с приложением "Rzecz о jezyku kaszubskim ze zdania sprawy Prajsa)
- Pòłkòpe scętopork (сборник народных песен)
- Kaszebji do Pólochov. Njech mdze póchvoloni Jezus Christus, Szkoła Narodowa, nr 1-11. — Хелмно, 1850.
- Mały zbiór wyrazów kaszubskich, mających większe podobieństwo z językiem rosyjskim aniżeli polskim, 1850
- Mały zbiór wyrazów kaszubskich, mających większe podobieństwo z językiem rosyjskim aniżeli polskim. — Данциг, 1850. (репринт: Вейхерово, 2001 // Biblioteka Kaszubska «Słownik kaszubski F. Ceynowy»)
- Rozmôwę Pôlocha z Kaszebą. — Данциг, 1850.
- Xążeczka dlo Kaszebov przez Wojkasena. — Данциг, 1850.
- Trze rozprave przez Stanjisława, wóras Kile słov wó Kaszebach e jich zemji przez Wojkasena. — Краков, 1850 .
- Сборник основных слов кашубского наречия // Материалы для сравнительного объяснительного словаря и грамматики. — СПб., 1861.
- Skôrb kaszébskosłovjnskjé mové, 1866—1868 (Свеце), 1879 (Позен; ?), журнал, 13 выпусков (репринт: Гданьск, 1985)
  - Rozmòva Kaszébé s Pòlôche («Разговор кашуба с поляком» в журнале «Skôrb kaszébsko-słovinskié mòvé», 1868, № IX—XII);
- Zarěs do gramatikj kasźêbskoslovjnskie mové (Zarés do grammatikj kasebsko-slovjnskjé mòvé). — Позен, 1879.
- Móje spóstrzeżenjo prze przezeranju wuvog Ismaela Sreznjevskjeho nad mówą kaszebską // Gryf IV, 1912.
- Móje spóstrzeżenjo prze przezeranju wuvog Ismaela Sreznjevskjeho nad mówą kaszebską (репринт: Biblioteka Kaszubska «Słownik kaszubski F. Ceynowy». — Вейхерово, 2001.).